# Коулмен, И Си
И Си Коулмен младший (англ. E. C. Coleman Jr.; род. 25 сентября 1950, Флора, Миссисипи, США) — американский профессиональный баскетболист.

## Карьера игрока
Играл на позиции тяжёлого форварда. Учился в Хьюстонском баптистском университете, в 1973 году был выбран на драфте НБА под 51-м номером командой «Хьюстон Рокетс». Позже выступал за команды «Нью-Орлеан Джаз» и «Голден Стэйт Уорриорз». Всего в НБА провёл 6 сезонов. Один раз включался в 1-ю сборную всех звёзд защиты НБА (1977), а также один раз — во 2-ю сборную всех звёзд защиты НБА (1978). Всего за карьеру в НБА сыграл 357 игр, в которых набрал 2553 очков (в среднем 7,2 за игру), сделал 2151 подбор, 472 передачи, 305 перехватов и 142 блок-шота.

## Статистика

### Статистика в НБА
| Сезон                                                                                    | Команда         | Регулярный сезон | Регулярный сезон | Регулярный сезон | Регулярный сезон | Регулярный сезон | Регулярный сезон | Регулярный сезон | Регулярный сезон | Регулярный сезон | Регулярный сезон | Регулярный сезон | Серия плей-офф | Серия плей-офф | Серия плей-офф | Серия плей-офф | Серия плей-офф | Серия плей-офф | Серия плей-офф | Серия плей-офф | Серия плей-офф | Серия плей-офф | Серия плей-офф |
| Сезон                                                                                    | Команда         | GP               | GS               | MPG              | FG%              | 3P%              | FT%              | RPG              | APG              | SPG              | BPG              | PPG              | GP             | GS             | MPG            | FG%            | 3P%            | FT%            | RPG            | APG            | SPG            | BPG            | PPG            |
| ---------------------------------------------------------------------------------------- | --------------- | ---------------- | ---------------- | ---------------- | ---------------- | ---------------- | ---------------- | ---------------- | ---------------- | ---------------- | ---------------- | ---------------- | -------------- | -------------- | -------------- | -------------- | -------------- | -------------- | -------------- | -------------- | -------------- | -------------- | -------------- |
| 1973/74                                                                                  | Хьюстон         | 58               |                  | 18,5             | 51,2             |                  | 63,5             | 4,3              | 1,3              | 0,6              | 0,3              | 5,2              | Не участвовал  | Не участвовал  | Не участвовал  | Не участвовал  | Не участвовал  | Не участвовал  | Не участвовал  | Не участвовал  | Не участвовал  | Не участвовал  | Не участвовал  |
| 1974/75                                                                                  | Нью-Орлеан Джаз | 77               |                  | 28,3             | 44,5             |                  | 69,9             | 7,1              | 1,4              | 1,1              | 0,5              | 8,1              | Не участвовал  | Не участвовал  | Не участвовал  | Не участвовал  | Не участвовал  | Не участвовал  | Не участвовал  | Не участвовал  | Не участвовал  | Не участвовал  | Не участвовал  |
| 1975/76                                                                                  | Нью-Орлеан Джаз | 67               |                  | 27,6             | 45,1             |                  | 66,3             | 6,3              | 1,3              | 0,8              | 0,4              | 7,3              | Не участвовал  | Не участвовал  | Не участвовал  | Не участвовал  | Не участвовал  | Не участвовал  | Не участвовал  | Не участвовал  | Не участвовал  | Не участвовал  | Не участвовал  |
| 1976/77                                                                                  | Нью-Орлеан Джаз | 77               |                  | 30,8             | 46,2             |                  | 73,2             | 7,1              | 1,3              | 0,8              | 0,4              | 8,6              | Не участвовал  | Не участвовал  | Не участвовал  | Не участвовал  | Не участвовал  | Не участвовал  | Не участвовал  | Не участвовал  | Не участвовал  | Не участвовал  | Не участвовал  |
| 1977/78                                                                                  | Голден Стэйт    | 72               |                  | 25,0             | 47,5             |                  | 72,7             | 5,2              | 1,4              | 0,9              | 0,3              | 6,4              | Не участвовал  | Не участвовал  | Не участвовал  | Не участвовал  | Не участвовал  | Не участвовал  | Не участвовал  | Не участвовал  | Не участвовал  | Не участвовал  | Не участвовал  |
| 1978/79                                                                                  | Хьюстон         | 6                |                  | 6,5              | 71,4             |                  | 100,0            | 1,2              | 0,2              | 0,3              | 0,0              | 1,8              | Не участвовал  | Не участвовал  | Не участвовал  | Не участвовал  | Не участвовал  | Не участвовал  | Не участвовал  | Не участвовал  | Не участвовал  | Не участвовал  | Не участвовал  |
|                                                                                          | Всего           | 357              |                  | 26,1             | 46,4             |                  | 69,4             | 6,0              | 1,3              | 0,9              | 0,4              | 7,2              | Не участвовал  | Не участвовал  | Не участвовал  | Не участвовал  | Не участвовал  | Не участвовал  | Не участвовал  | Не участвовал  | Не участвовал  | Не участвовал  | Не участвовал  |
| Наведите курсор мыши на аббревиатуры в заголовке таблицы, чтобы прочесть их расшифровку. |                 |                  |                  |                  |                  |                  |                  |                  |                  |                  |                  |                  |                |                |                |                |                |                |                |                |                |                |                |